# Midi Achmat
Taghmeda Achmat, vanligtvis under namnet Midi Achmat, född 1964, är en av Sydafrikas mest kända lesbiska aktivister. Hon grundade den sydafrikanska HIV/AIDS-aktivistorganisationen the Treatment Action Campaign (TAC) tillsammans med sin bror Zackie Achmat och sin partner Theresa Raizenberg i december 1998.